# Dodó
Dodó (Dodon, Δωδών) fou fill de Zeus i Europa, i d'aquest déu se suposa que va derivar el nom del famós oracle de Dodona a l'Epir, encara que altres tradicions fan derivar l'oracle de la nimfa Dodona.